# Mihri
Mihri ist ein türkischer männlicher und weiblicher Vorname persischer Herkunft mit der Bedeutung „auf die Sonne bezogen“.

## Namensträger

### Männlicher Vorname
- Mihri Belli (1916–2011), türkischer Politiker und Schriftsteller

### Weiblicher Vorname
- Mihri Müşfik Hanım (1886–1954), türkische Malerin
- Mihri Pektaş (1895–1979), türkische Politikerin